# Hubtor
Als Hubtor wird ein tafelförmiges Schleusentor bezeichnet, das an Schienen geführt und senkrecht angehoben wird.

## Aufbau und Funktion

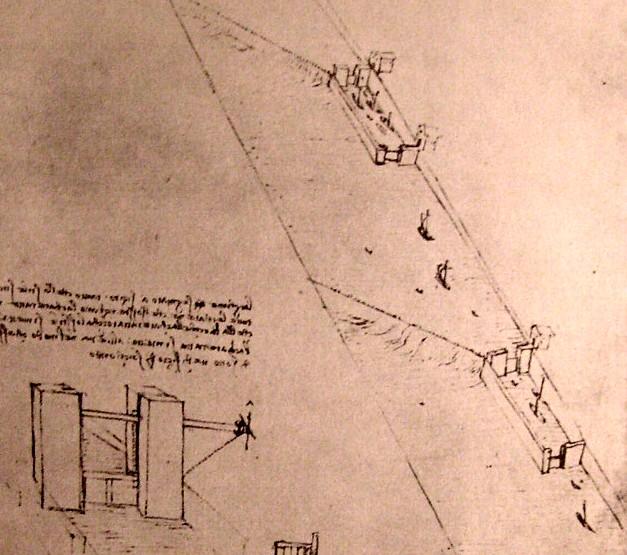
Zeichnung von Leonardo da Vinci

Das Hubtor einer Schleuse besteht aus einer ebenen Tafel, die über das Lichtraumprofil hinaus angehoben wird. Es erfordert eine entsprechende Führung durch Schienen, häufig durch sein Gewicht auch entsprechende Gegengewichte. Durch diese hohen Aufbauten wird es heute als oberes Tor nur noch sehr selten verwendet, um eine starke Veränderung der Landschaft zu vermeiden.

## Trivia
Eine Besonderheit von Hubtoren meist älterer Bauart ist ein langes Nachlaufen von Wasser aus der Torkonstruktion und eine daraus resultierende Unbeliebtheit bei den Binnenschiffern und Sportbootfreunden. Aus diesem Grund wird inzwischen öfters mittels baulicher Maßnahmen dafür gesorgt, dass das Wasser zur Seite abfließt. Ein Beispiel dafür ist in dem Video der Schachtschleuse Minden unten zu sehen.

## Beispiele

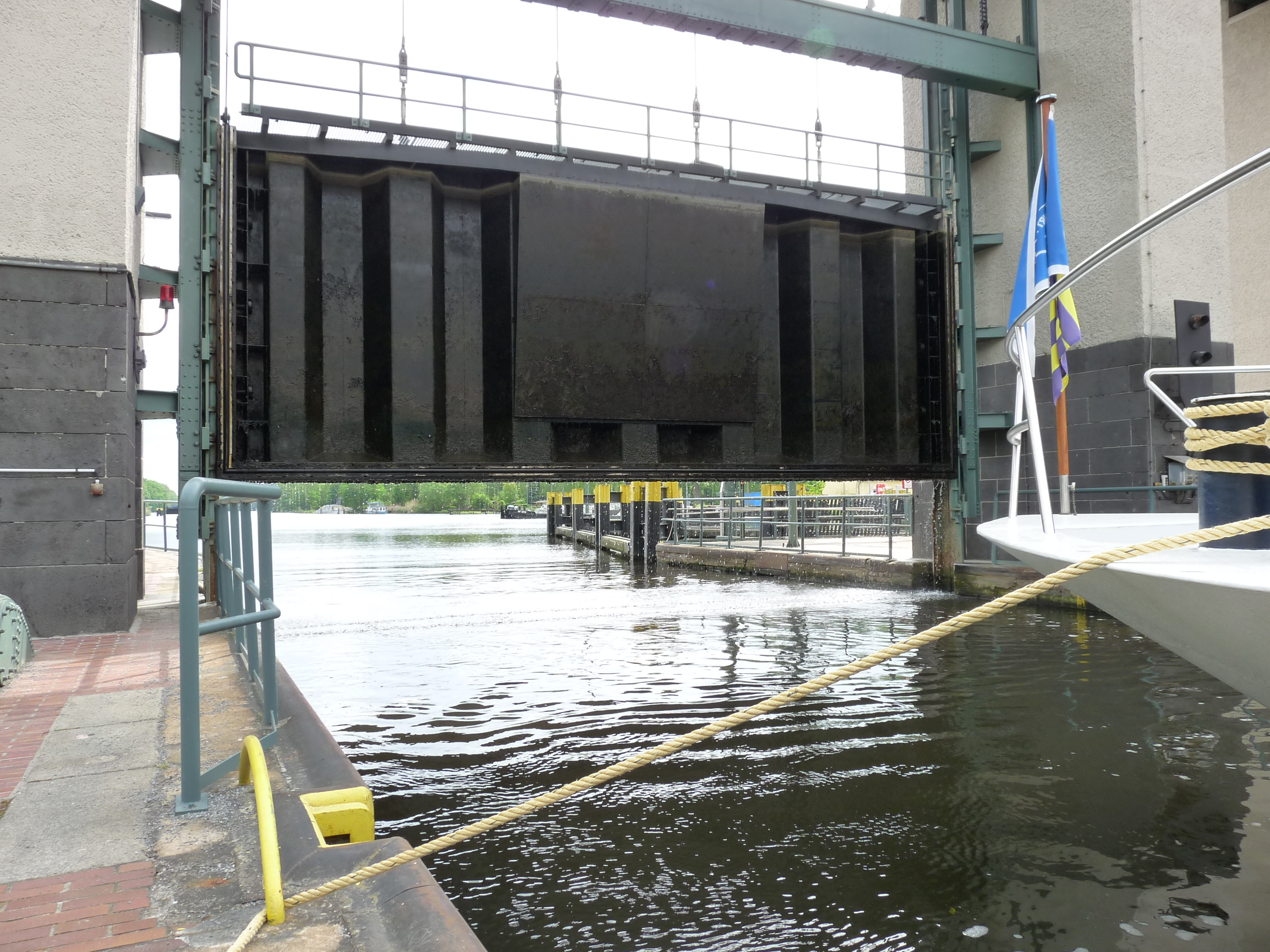
Hubtor der Schleuse Kleinmachnow beim Öffnen (Oberwasser)...
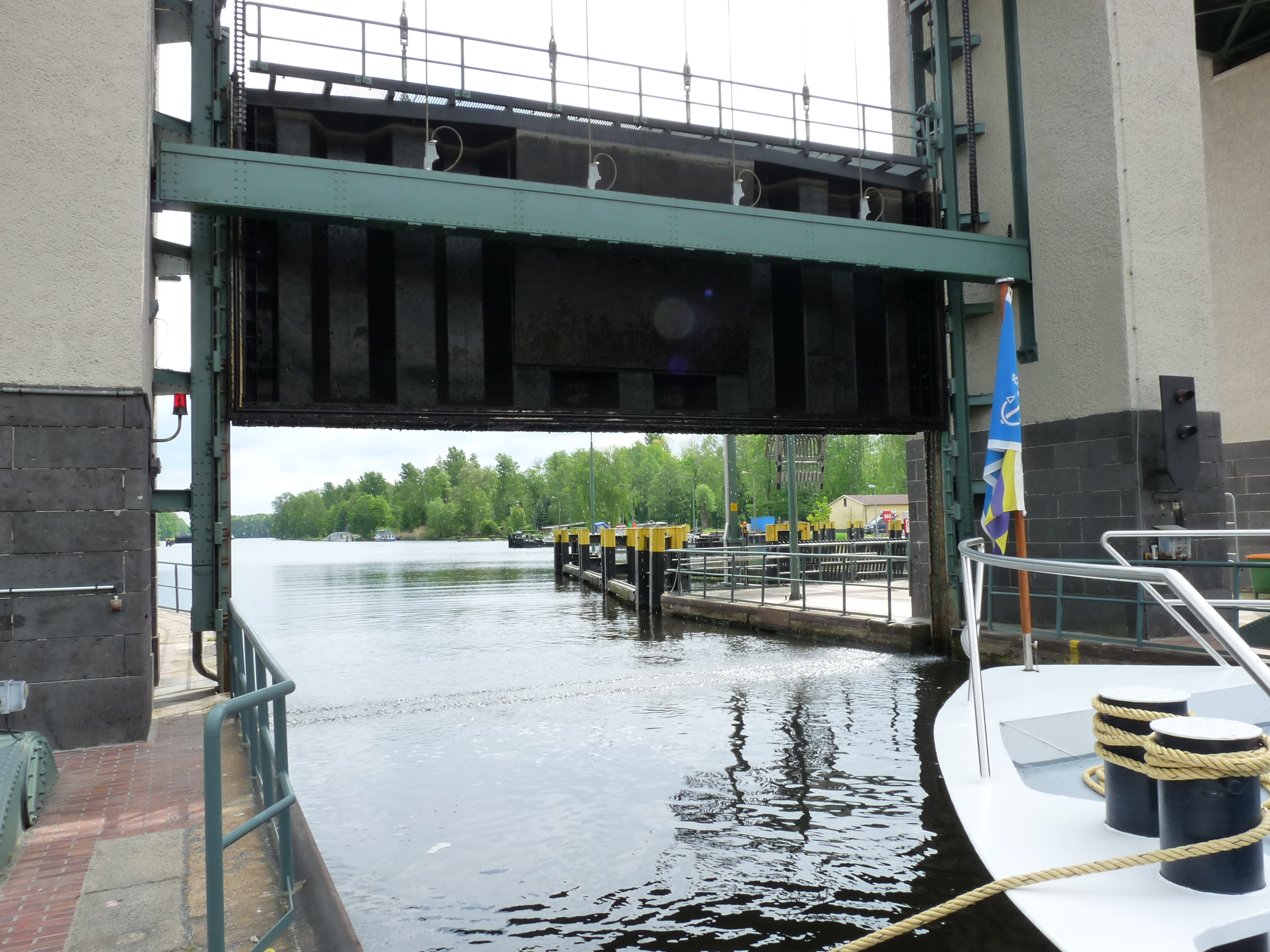
... geöffnet...
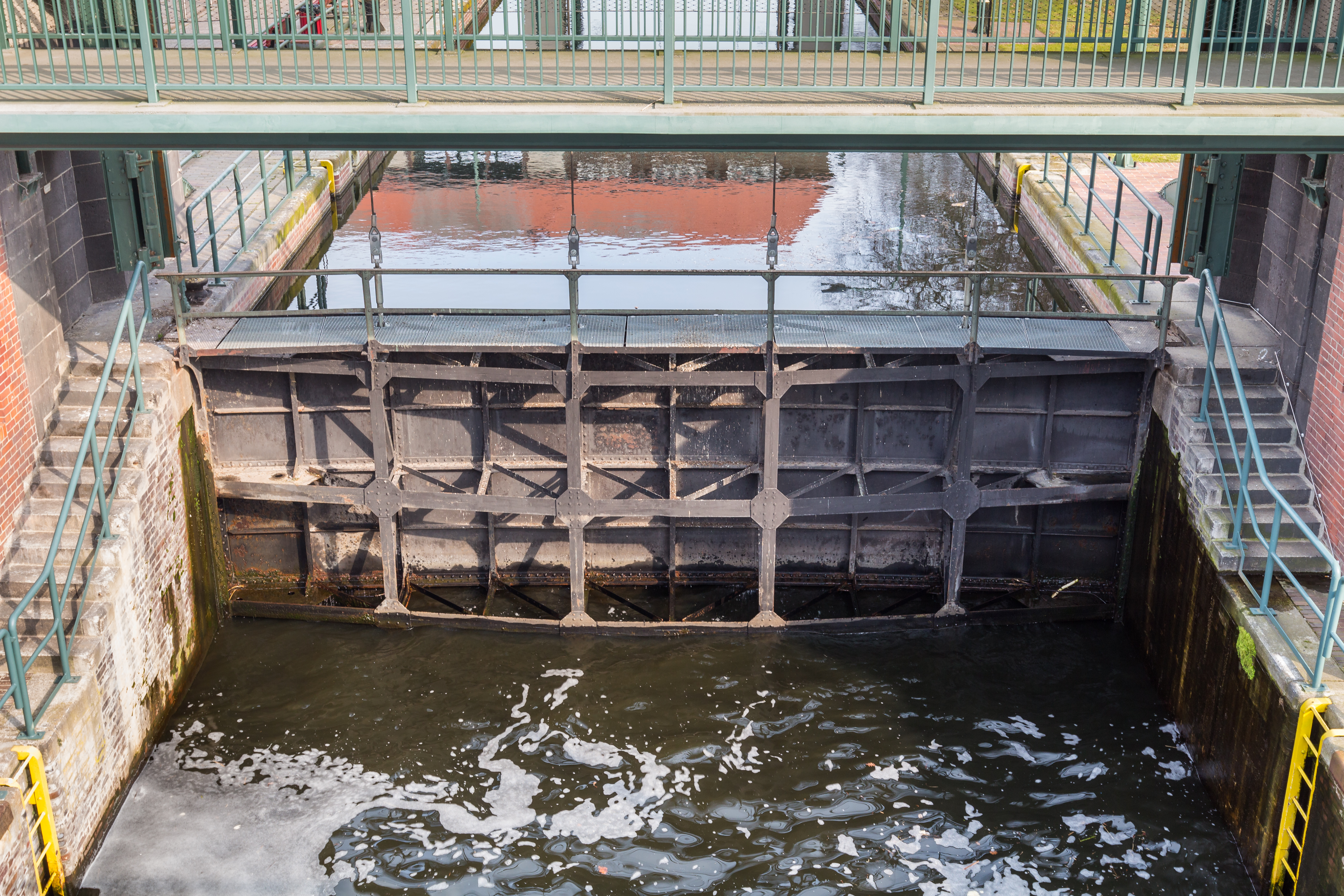
...und geschlossenes Hubtor, Schleuse gefüllt (Unterwasser)
- Hubtor bei der Öffnung der Schachtschleuse Minden von außen, die Öffnung beginnt in dem Video ab 3:40
- Hubtor bei der Öffnung der Schachtschleuse Minden von innen
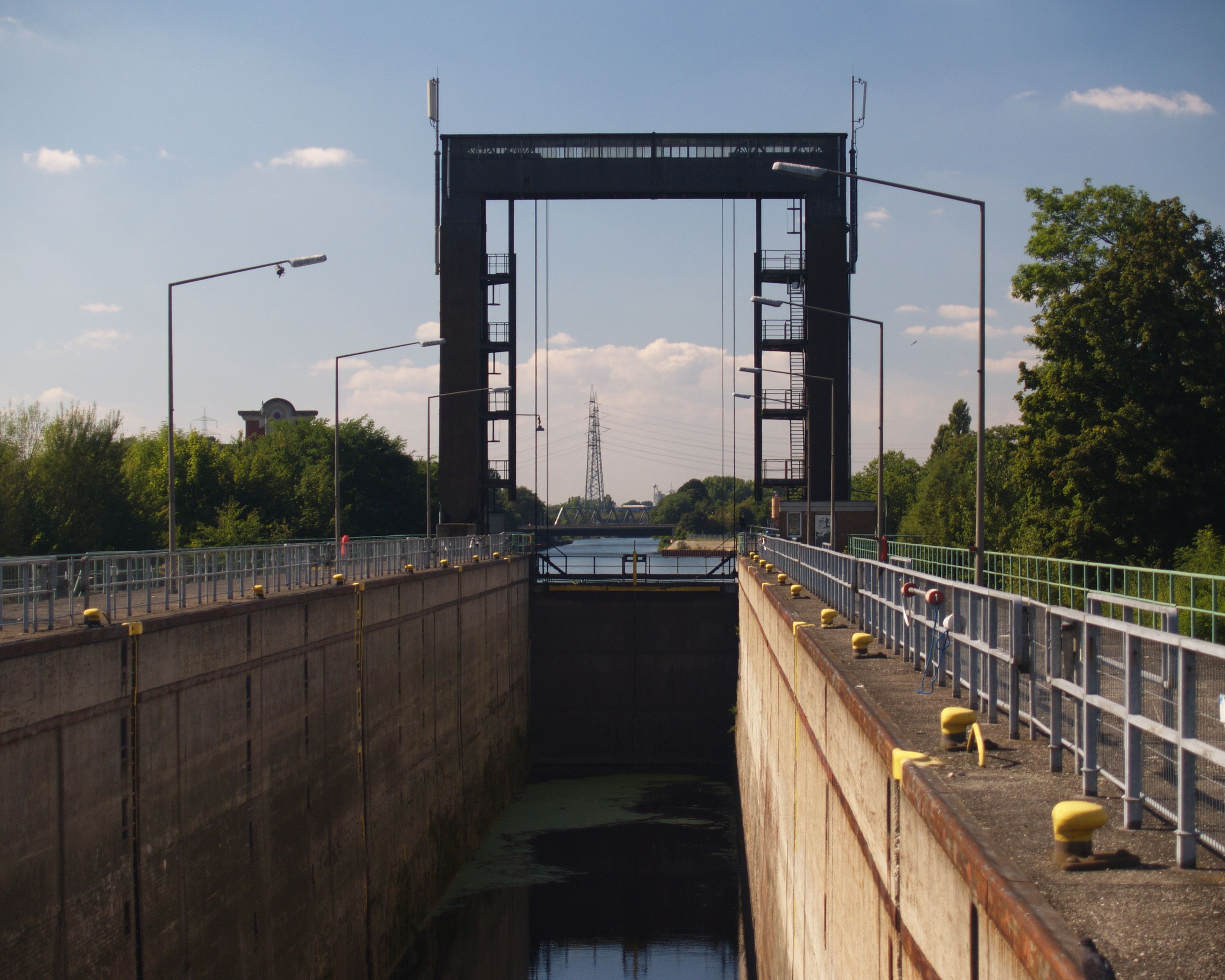
Leere Schleusenkammer der Schleuse Wanne-Eickel, Unterwasser-Hubtor geschlossen
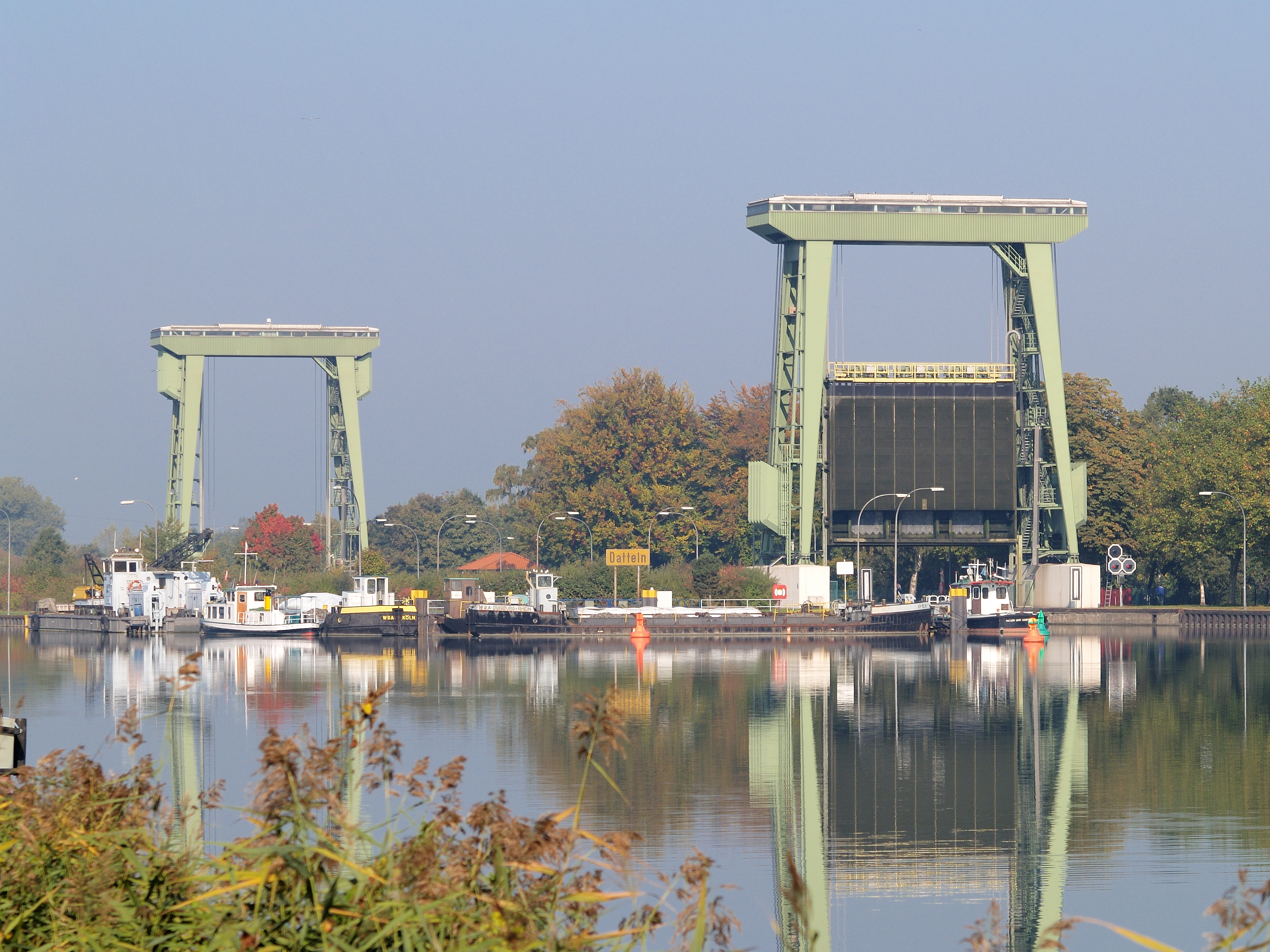
Datteln Oberwasser, Hubtor geöffnet, Gegengewichte unten
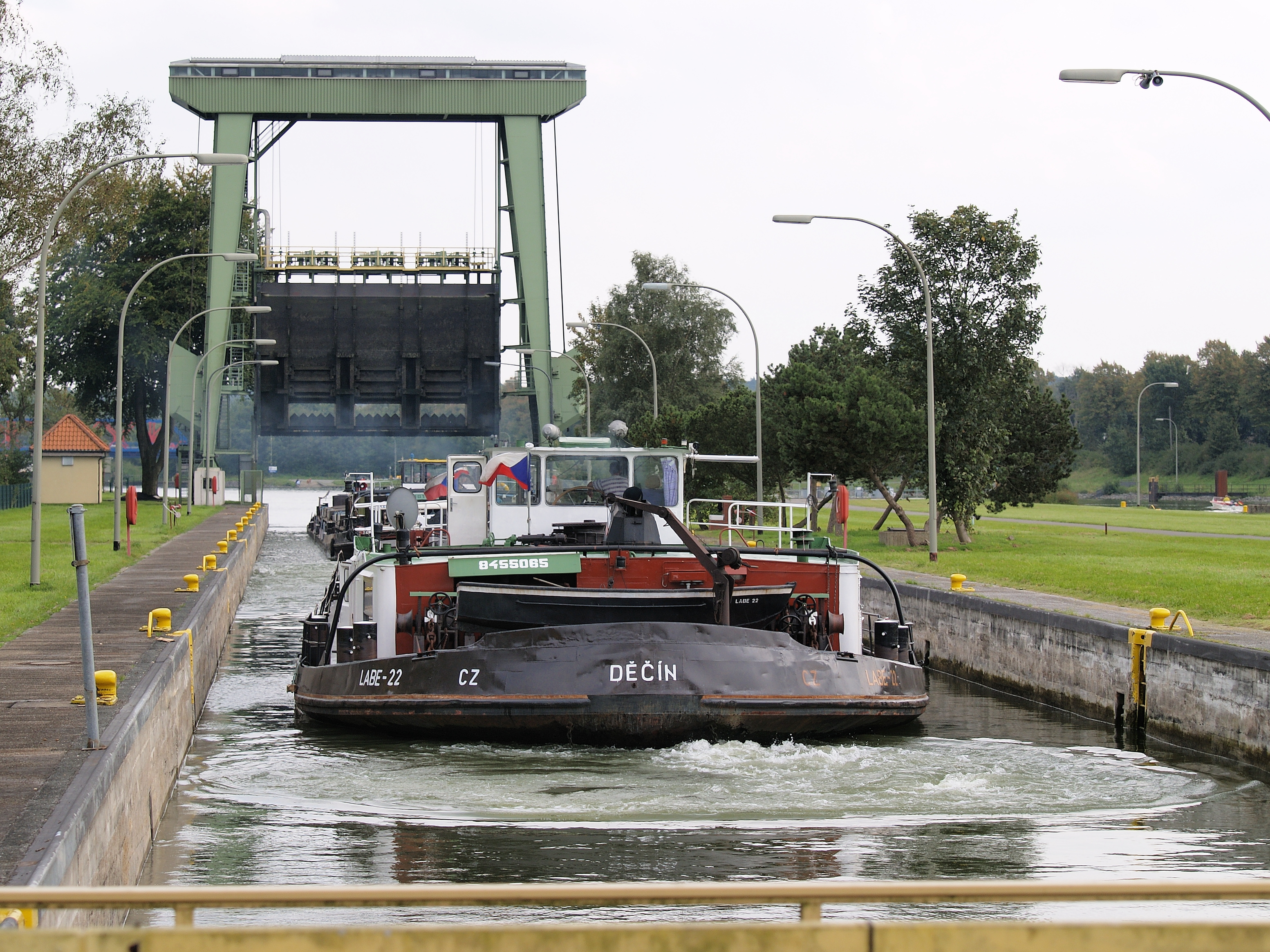
Hubtor  mit geöffneten Wasserdurchlässen

## Weitere Typen von Schleusentoren
- Stemmtor aus zwei Flügeln mit senkrechter Drehachse.
- Klapptor als einflügeliges Schleusentor mit waagerechter, am Schleusenkammerboden angebrachter Drehachse.
- Schiebetor als einteilige, in waagerechter Richtung bewegliche Tafel.
- Segmenttor als um eine horizontale Achse drehbarer Staukörper mit kreiszylindrischer Torhaut.